# Chavannes-sur-Moudon
Chavannes-sur-Moudon é uma comuna da Suíça, situada no distrito de Broye-Vully, no cantão de Vaud. Tem 5,15 km² de área e sua população em 2018 foi estimada em 216 habitantes.